# 692
692（六百九十二、ろっぴゃくきゅうじゅうに）は自然数、また整数において、691の次で693の前の数である。

## 性質
- 692は合成数であり、約数は1, 2, 4, 173, 346, 692である。
  - 約数の和は1218。
- 各位の平方和が平方数になる62番目の数である。1つ前は680、次は700。(オンライン整数列大辞典の数列 A175396)
62 + 92 + 22 = 121 = 112
- 692 = 42 + 262
  - 異なる2つの平方数の和で表せる206番目の数である。1つ前は689、次は697。(オンライン整数列大辞典の数列 A004431)
- 692 = 42 + 102 + 242 = 62 + 162 + 202 = 82 + 122 + 222
  - 3つの平方数の和3通りで表せる99番目の数である。1つ前は691、次は694。(オンライン整数列大辞典の数列 A025323)
  - 異なる3つの平方数の和3通りで表せる75番目の数である。1つ前は682、次は696。(オンライン整数列大辞典の数列 A025341)
- 692 = 23 + 53 + 63 + 73
  - 4つの正の数の立方数の和で表せる186番目の数である。1つ前は691、次は695。(オンライン整数列大辞典の数列 A003327)
  - 異なる正の数の4つの立方数の和1通りで表せる40番目の数である。1つ前は685、次は702。(オンライン整数列大辞典の数列 A025408)
- 約数の和が692になる数は1個ある。(691) 約数の和1個で表せる128番目の数である。1つ前は690、次は696。
- 各位の和が17になる35番目の数である。1つ前は683、次は719。

## その他 692 に関連すること
- 西暦692年
- 紀元前692年
- スカパー!のチャンネル番号692は、SPEEDチャンネル。
- アレン・M・サムナー (USS Allen M. Sumner, DD-692) は、アメリカ海軍の駆逐艦。
- オマハ (USS Omaha, SSN-692) は、アメリカ海軍のロサンゼルス級原子力潜水艦。
- くろしま (JS Kuroshima, MSC-692) は、海上自衛隊の掃海艇。
- 692 × 10−3 = 0.692 は (1/e)1/e の近似値である。(オンライン整数列大辞典の数列 A072364)